# Andreas Rieckhof
Andreas Rieckhof (* 18. Juni 1959 in Hamburg) ist ein deutscher Politiker (SPD) und als politischer Beamter  seit 2011 Staatsrat der Freien und Hansestadt Hamburg in der Wirtschaftsbehörde.

## Leben

### Jugend und Ausbildung
Rieckhof wurde 1964 in Abidjan (Republik Elfenbeinküste) eingeschult. Sein Abitur machte er 1978 am Albrecht-Thaer-Gymnasium in Hamburg. Von 1979 bis 1986 studierte er Geschichte, politische Wissenschaften, sowie Sozial- und Wirtschaftsgeschichte und wohnte in einer WG mit Olaf Scholz. Das Studium schloss er mit dem Magister Artium ab.

### Parteipolitik
Als Gymnasiast war er für den Sozialistischen Schülerbund Hamburg aktiv.  Er ist Mitglied der SPD.

### Beruflicher Werdegang
Ab 1984 war er Mitarbeiter eines Abgeordneten der Hamburgischen Bürgerschaft. 1986 bis 1987 folgte sein Zivildienst. Ab 1988 arbeitete Rieckhof als wissenschaftlicher Mitarbeiter einer Bürogemeinschaft von acht Hamburger Bürgerschaftsabgeordneten und ab 1989 als wissenschaftlicher Mitarbeiter der SPD Hamburg.
1991 trat Rieckhof in den Öffentlichen Dienst ein und wurde persönlicher Referent der Hamburger Senatorin Traute Müller in der seinerzeit neu errichteten Hamburger Stadtentwicklungsbehörde. Von 1993 bis 1995 arbeitete er unter dem Senator Thomas Mirow als Referatsleiter für Präsidial- und Parlamentsangelegenheiten in der Präsidialabteilung der Stadtentwicklungsbehörde. Von 1996 bis 2000 war er zunächst Referent, dann Referatsleiter in der gemeinsamen Landesplanung Hamburg, Niedersachsen, Schleswig-Holstein, die ebenfalls in der Stadtentwicklungsbehörde angesiedelt war. Anschließend wurde Rieckhof Koordinator für das Regionale Entwicklungskonzept in der Metropolregion Hamburg.
Im Jahre 2000 verließ er die Freie und Hansestadt Hamburg und war zunächst Stadtrat für Wirtschaft und Finanzen (amtlich: Beigeordneter, umgangssprachlich: Dezernent) von Aurich. Am 24. September 2006 wurde er mit 61,58 % der Stimmen direkt gewählter Bürgermeister der Hansestadt Stade, als der er bis zum Frühjahr 2011 tätig war.

### Staatsrat im Hamburger Senat
Vom 23. März 2011 bis 10. Juni 2020 war Andreas Rieckhof Staatsrat in der Behörde für Wirtschaft, Verkehr und Innovation im Zuständigkeitsbereich „Verkehr“. Im Zuge der Verkleinerung der Wirtschaftsbehörde, die die Zuständigkeit für Verkehr an eine eigenständige, neue Behörde für Verkehr und Mobilitätswende abtrat, verlor er im Juni 2020 seinen bisherigen Zuständigkeitsbereich und wechselte auf den Posten des Staatsrats für Wirtschaft und Innovation, in dem er Torsten Sevecke ablöste.

### Privates
Rieckhof hat einen Sohn.